# Ferdinand Keller (arkeolog)

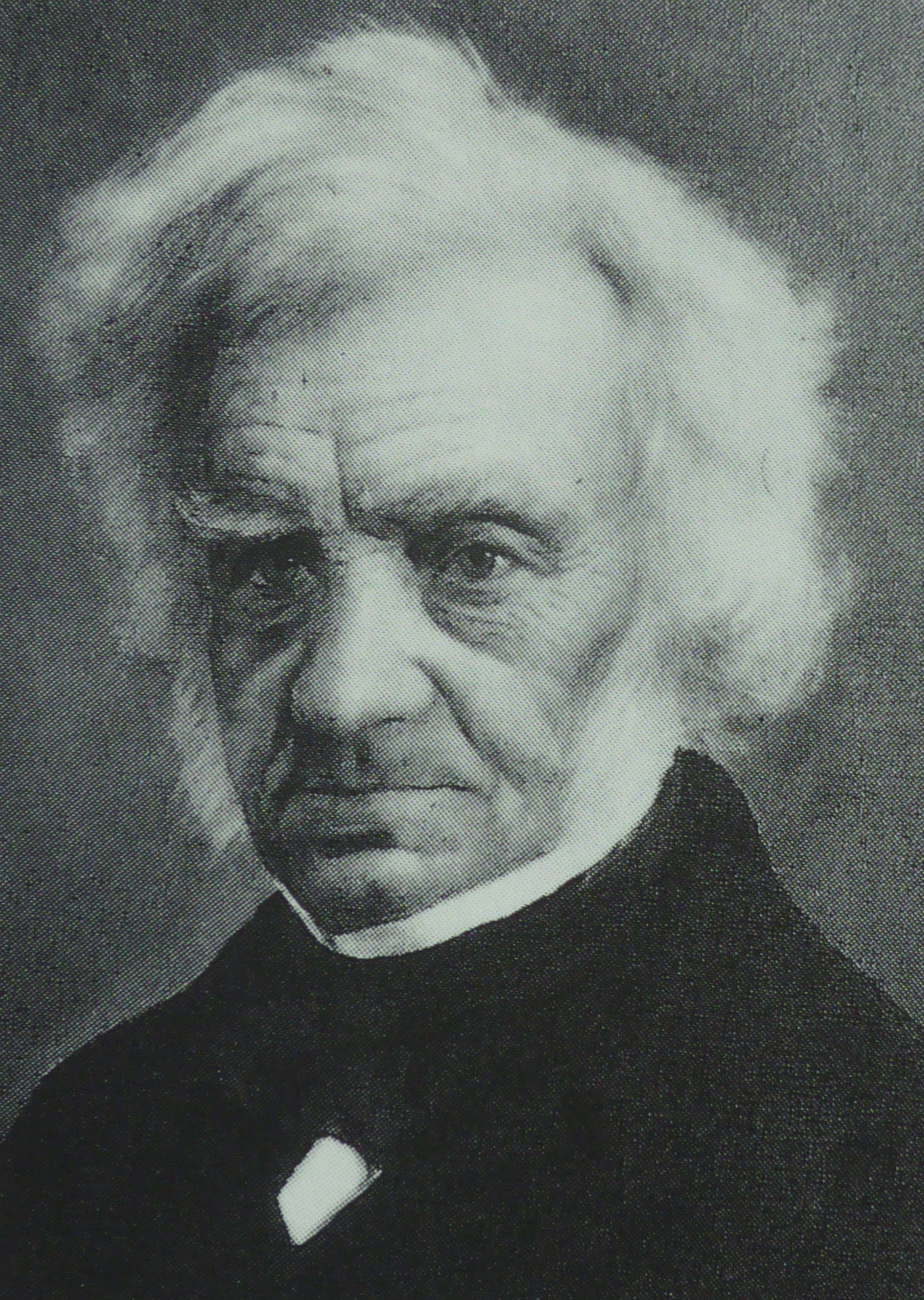
Ferdinand Keller.

Ferdinand Keller, född 24 december 1800, död 21 juni 1881, var en schweizisk arkeolog.
Keller var museichef i Zürich och är främst känd för sin forskning om de viktiga schweiziska pålbyggnaderna, varom han 1854-1876 publicerade berättelser i Mitteilungen der Antiquarischen Gesellschaft zu Zürich.
Vintern 1853/1854, rådde ett mycket lågt vattenstånd i olika schweiziska sjöar på den så kallade centralplatån, och då utvidgades hamnanläggningar och det gjordes försök göra landvinningar. Under detta arbete upptäcktes fynd av träföremål, keramik, ben och andra bosättningsrester i Meilen vid Zürichsjön. Efter dessa fynd utvecklade Ferdinand Keller en teori om förhistoriska bosättningar på pålar ute i vattnet vid stränderna. Detta ledde till ett febrilt sökande efter pålbostäder och dussintals pålbosättningar upptäcktes också på sjöarna på den schweiziska platån och också vid Bodensjön under de följande decennierna. 
Keller gav betydelsefulla idéer inför utgrävningarna av Vindonissa, vilket bland annat ledde till att Heinrich Meyer 1851 skrev historien om den 11:e och 21:a legionen.
I slutet av 1860-talet upptäcktes olika förhistoriska bosättningar i staden Zürich - Kleiner och Grosser Hafner samt Bauschänzli och Alpenquai - under muddring i samband med byggandet av Seequai-anläggningarna och dokumenterades troligen av Ferdinand Keller 1868/69. Keller skrev i sin rapport från 1872 till Antikvariska Sällskapet i Zürich: "Som ett vänligt privilegium betraktade vi tillståndet att maskinen (grävmaskinen) fick röra sig på den stora spisen i ungefär två dagar för att göra djupa fåror där." Hans profilskiss över sjöns botten som publicerades 1879, visar uppifrån och ner ett 45 centimeter tjockt lager av sten, ett kulturlager 15 cm tjockt samt sand, lera och lera. Keller hänvisade till ett stort antal högar som låg på botten av sjön. Ytterligare undersökningar följde i mindre skala 1883, då mer än 50 bronsyxor och mer än 100 stenyxor sägs ha hittats varav majoriteten av fynden sedan har skingrats med bristande dokumentation som följd.
Pålbosättningar gjorde Keller internationellt känd inom arkeologien. Hans bok om dessa översattes till engelska (se biografi nedan). Hans ursprungliga teori att byggnader uppfördes uteslutande på pålar ute i vattnet, har sedan fått en ändrad tolkning och betecknas nu med begreppet våtmarksbosättningar.
Ferdinand Keller var hedersmedlem i Berliner Gesellschaft für Anthropologie, Ethnologie und Urgeschichte  och sedan 1880 var han korresponderande ledamot av Preussiska vetenskapsakademien. Han publicerade många skrifter, särskilt i Mitteilungen der Antiquarischen Gesellschaft in Zürich.